# スペースノア
『スペースノア』（原題: Das Arche Noah Prinzip）は、1984年のドイツ映画。ローランド・エメリッヒの初監督作品である。

## あらすじ
1997年。欧州各国が共同で手掛けた、二人乗りの気象衛星"フロリダ・アークラブ"の乗組員である二人の男は、地上から放射線の照射を命じられた。
二人組の一人であるマックスは気象衛星の軍事転用を疑うが…。

## キャスト
- リッキー・ミューラー
- フランツ・ブーフライザー
- ニコラス・ランスキー